# حوصلة

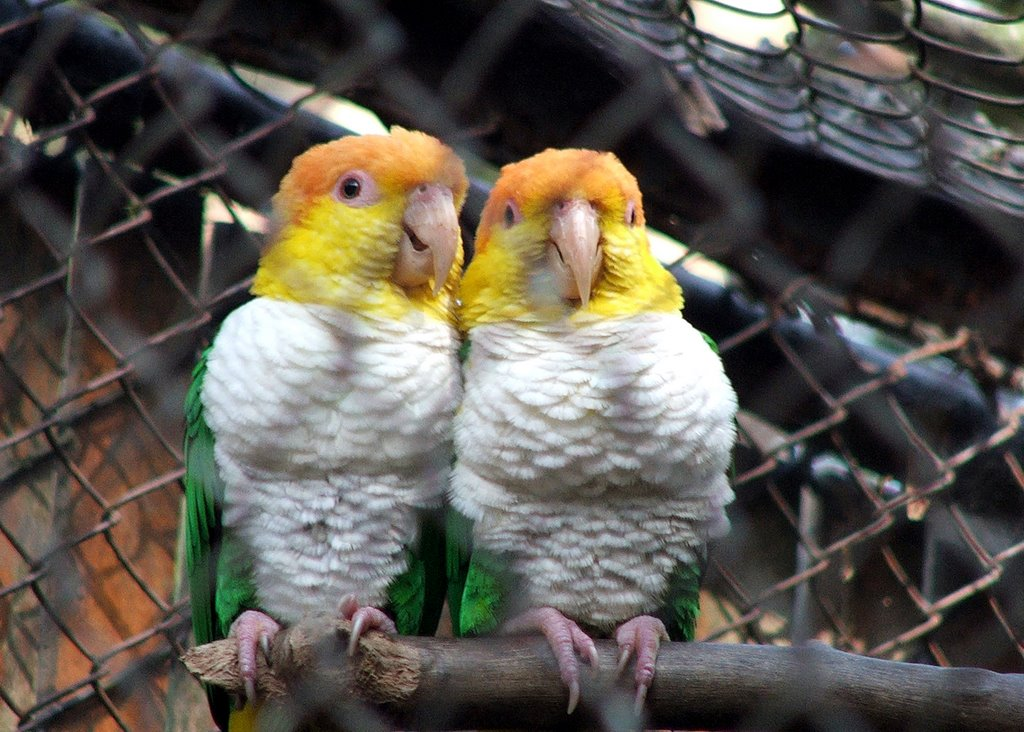
زوجان من الببغاء أبيض البطن مع انتفاخ الحواصل بعد الرضاعة.

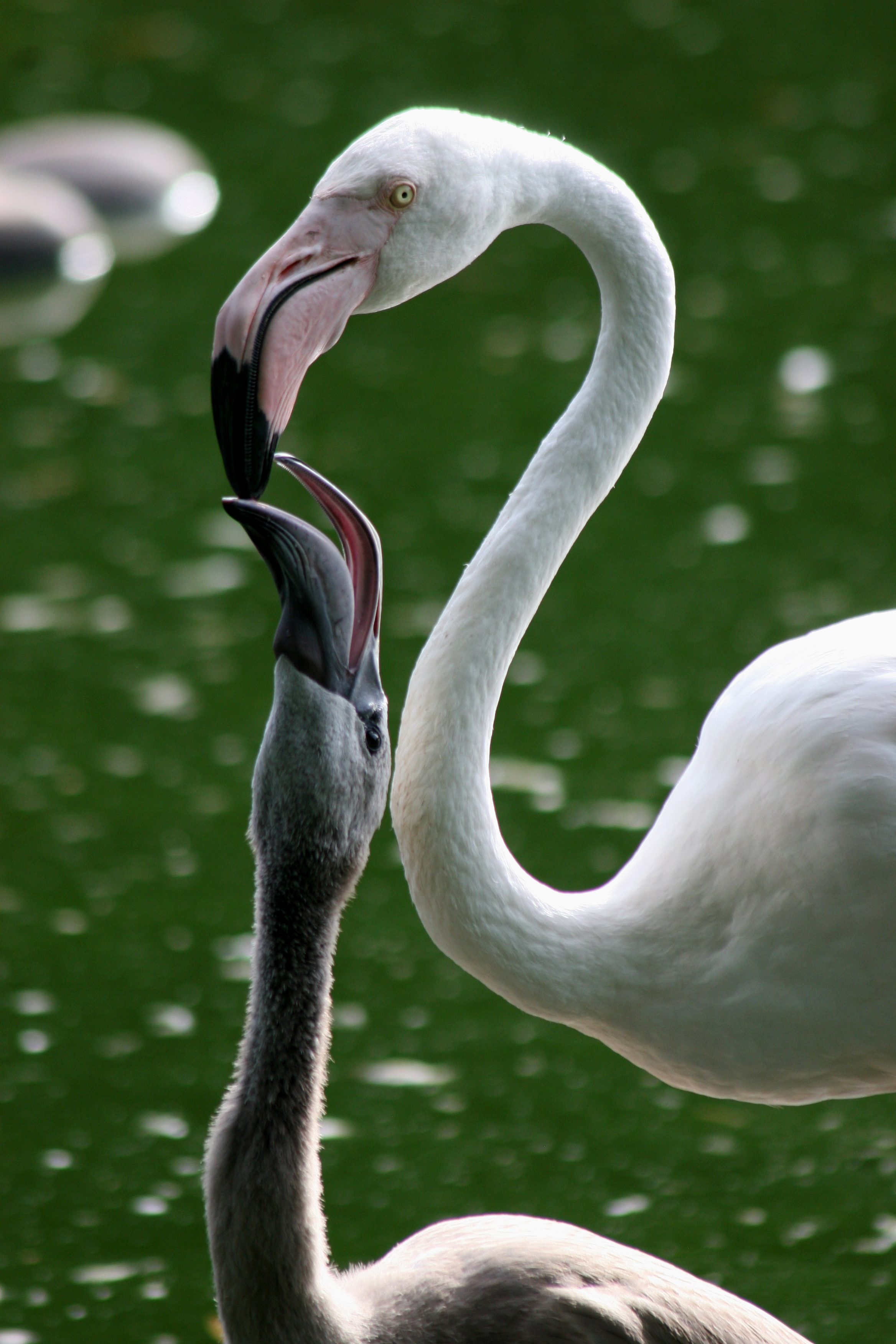
يتغذى كتكوت النحام الكبير في حديقة حيوان بازل على حليب الحوصلة.

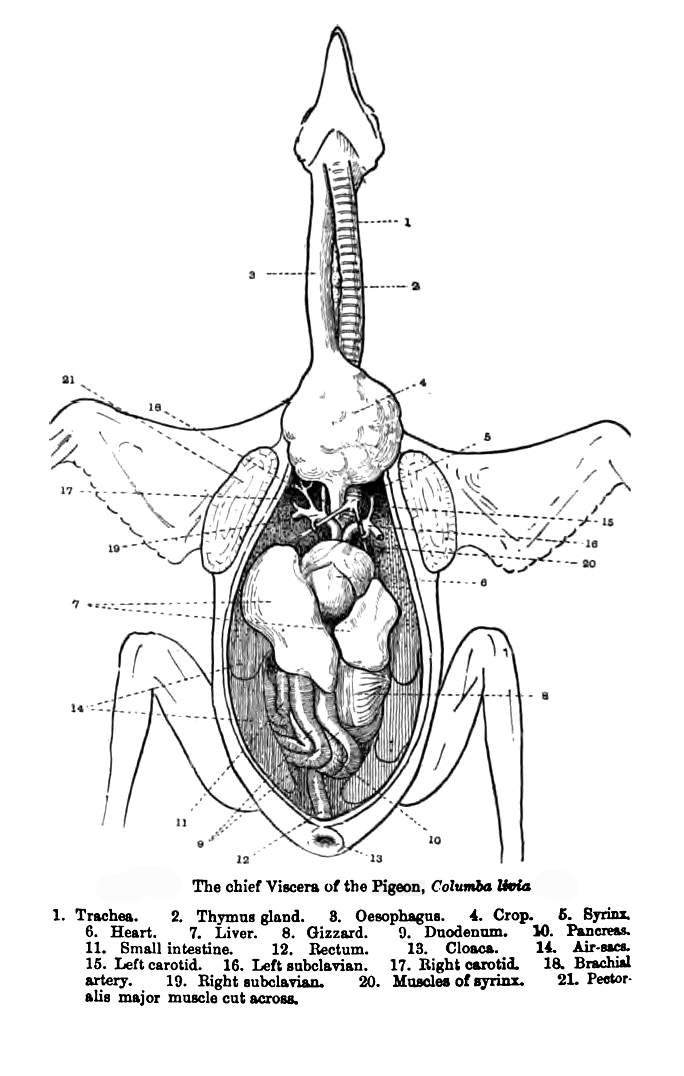
الحوصلة (رقم 4) يظهر ظهورًا بارزًا في بداية القناة الهضمية.

الحَوْصَلَة أو الحَوْصَل (جمع: حواصل) أو الذُّورَة هو جزء موسع رقيق الجدران من القناة الهضمية يستخدم لتخزين الطعام قبل الهضم. يوحد هذا الهيكل التشريحي في مجموعة متنوعة من الحيوانات، حيث تبين وجوده في الطيور والحيوانات اللافقارية بما في ذلك بطنيات الأقدام (القواقع والرخويات)، ديدان الأرض والعلق والحشرات.

## الحشرات
يستخدم النحل الحوصلة لتخزين رحيق الأزهار مؤقتًا. عندما يمتص النحلُ الرحيقَ يُخزَّنه في حوصلته.  تستخدم غشائيات الأجنحة الأخرى أيضًا الحواصل لتخزين الطعام السائل.

## الطيور
الحوصلة في الجهاز الهضمي للطيور كيس عضلي ممتد بالقرب من المريء أو الحلق. فهي جزء من الجهاز الهضمي وهي في الأساس جزء متضخم من المريء. تستخدم لتخزين الطعام مؤقتًا كما هو الحال مع معظم الكائنات الحية الأخرى التي لديها حوصلة. ليس لكل أنواع الطيور حوصلة.يمكن أن تنتج حليب الحوصلة لإطعام الطيور حديثة الفقس عند اليمام والحمام.
أما الطيور القمَّامة مثل النسور تملأ حوصلتها عندما تكون الفرائس وفيرة ما يتسبب انتفاخها. بعد ذلك يجلسون لهضم طعامهم.
ومعظم الطيور الجارحة بما في ذلك الصقور والقعاب والنسور (كما ذكر أعلاه) ، لديها حوصلة ؛ أما البوم فلا حوصلة لديها. السمان الحقيقي (سمان العالم القديم سمان العالم الجديد) له حوصلة لكن سمان الشجر لا يمتلكها. يمتلك الدجاج والديك الرومي والبط والإوز حواصل مثل الببغاوات.